# 裕皇后
裕皇后王氏（？—？），明熙祖朱初一妻。
王氏事跡不詳，只知她嫁與明熙祖及生三子：明仁祖朱世珍（朱五四）、朱五一及朱五二。韩林儿龙凤九年（1363年），赠朱初一光禄大夫、江南等处行中书省平章政事、柱国、司空、吴国公，王氏赠吴国公夫人。洪武元年（1368年），明太祖追上諡號為裕皇后。